# リアキマタギ・モリ
リアキマタギ・モリ（Liakimatagi Moli、1990年1月4日 - ） は、ジャパンラグビーリーグワンの横浜キヤノンイーグルスに所属するラグビーユニオン選手。また2010年よりオークランドに所属した。2022年までの旧登録名は「リアキ・モリ（Liaki Moli）」。

## プロフィール
- ニュージーランドオークランド出身。
- ポジションはロック(LO)。
- 身長 197 cm、体重 114 kg
- U20トンガ代表に選ばれたことがある[2] 。

## 経歴

### ユース時代
2009年、モリはオークランドでのデビューを果たした。

### スーパーラグビー
モリは2010年末の重大な肩の負傷により、2011年シーズンのスーパーラグビーの契約には達することができなかったため、翌年の2012年がブルーズでのファーストシーズンとなって、同チームで2014年まで活躍した。また、2016年からは日本から参戦するサンウルブズに加入。

### 日野自動車時代
2017年、日野自動車レッドドルフィンズに加入。
2021年、横浜キヤノンイーグルスに加入。